# サイコグラス

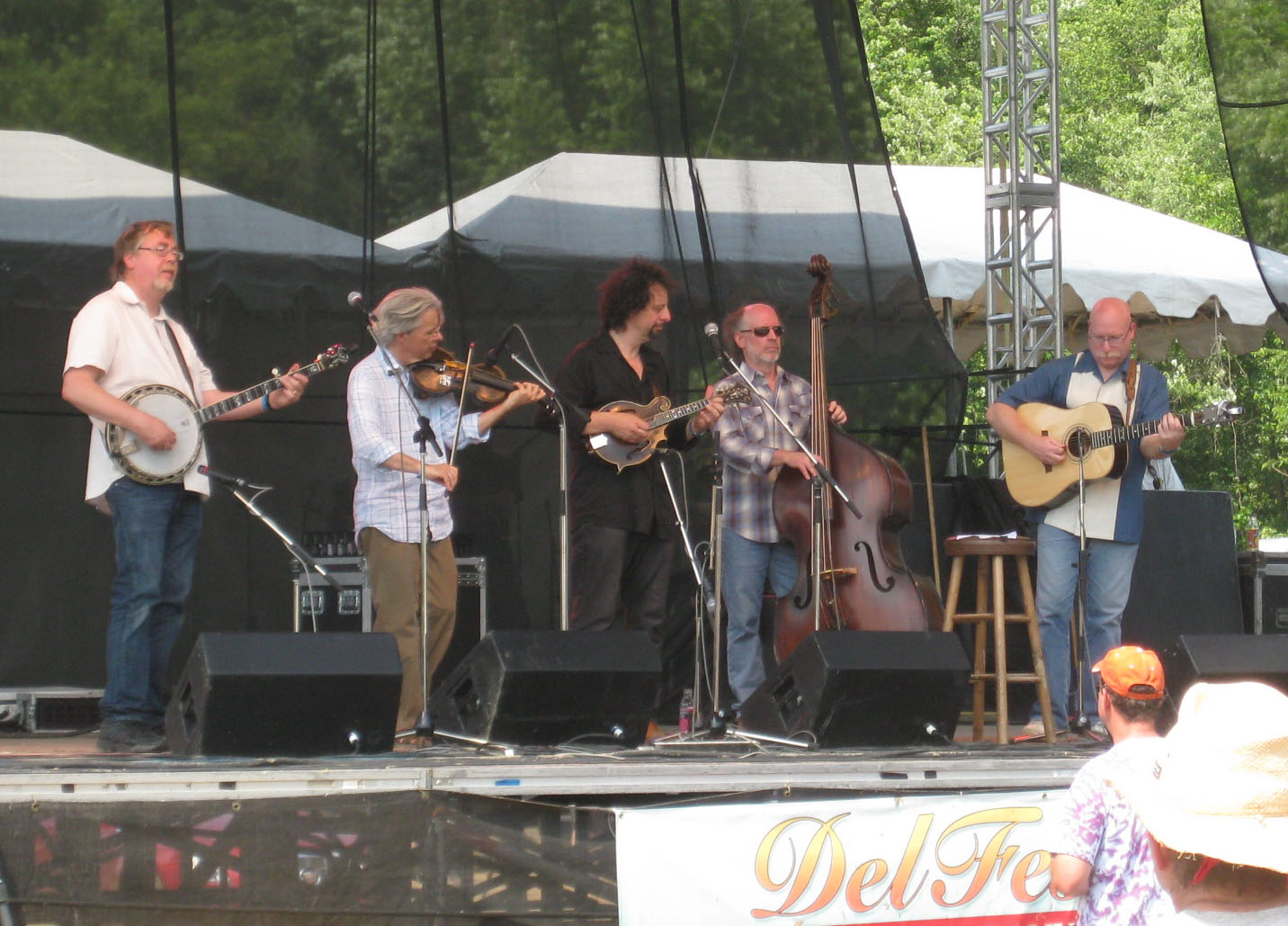
サイコグラス、デルフェスにて。2011年。

サイコグラス（Psychograss）はアメリカ合衆国のブルーグラスバンド。
フィドル弾きのダロル・アンガー、マンドリン弾きのマイク・マーシャル、バンジョー弾きのトニー・トリシカ、ベース弾きのトッド・フィリップスからなる。
サイコグラスは、ブルーグラスにジャズ、フォーク、クラシックなどのジャンルの音楽の要素を混ぜ合わせている。
サイコグラスは"Psychograss" (1993),"Like Minds"(1996)、 "Now Hear This" (2005)の三枚のアルバムをリリースしている。
2012年、サイコグラスはドリフトウッドのOld Settler's Music Festivalで演奏。